# Krista Siegfrids
Krista Siegfrids, właśc. Kristin Siegfrids (ur. 4 grudnia 1985 w Kaskinen) – fińska piosenkarka, kompozytorka i autorka tekstów.

## Życiorys
Urodziła się w rodzinie szwedzkojęzycznych Finów. Ma trzy siostry. Uczęszczała na studia nauczycielskie w Vaasie, jednakże ich nie ukończyła. Od najmłodszych lat śpiewała w chórze. W młodości trenowała gimnastykę.
Karierę rozpoczynała w założonym przez siebie w 2009 pop-rockowym zespole Daisy Jack. Od 2009 do 2010 występowała w musicalu Play Me w teatrze Swedish Theatre w Helsinkach, a w 2011 występowała w musicalu Muskettisoturit w teatrze Peacock w Helsinkach. Na przełomie 2011 i 2012 brała udział w pierwszej edycji programu The Voice of Finland; odpadła w pierwszym odcinku na żywo.

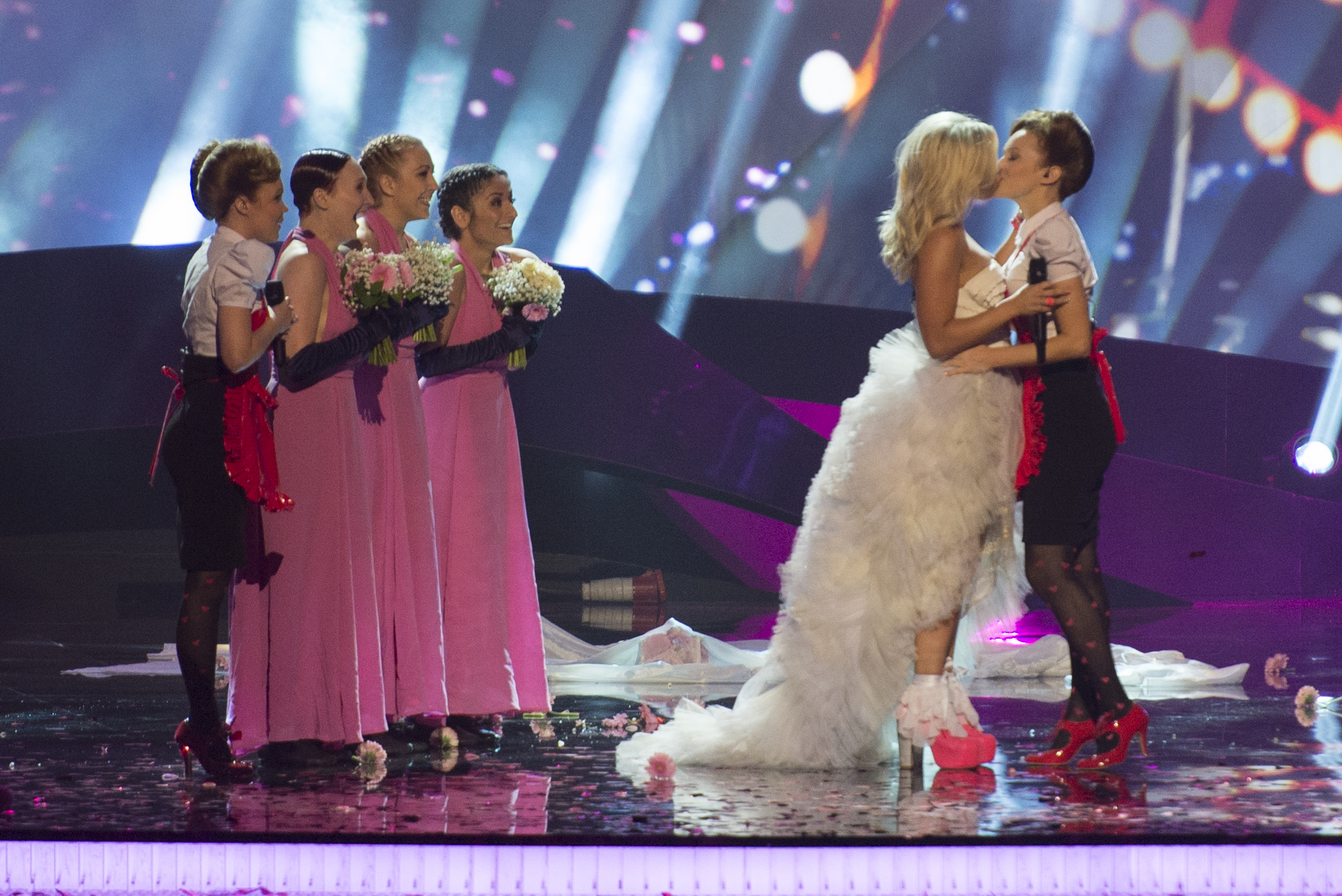
Siegfrids podczas pocałunku z jedną z chórzystek na Eurowizji 2013

W styczniu 2013 podpisała kontrakt z wytwórnią Universal Music Finland. W następnym miesiąca z utworem „Marry Me” zwyciężyła w finale programu Uuden Musikiin Kilpailu 2013, dzięki czemu została reprezentantką Finlandii w 58. Konkursie Piosenki Eurowizji w Malmö. W maju zajęła 24. miejsce w finale konkursu. Jej występ wzbudził kontrowersje z uwagi na pocałunek z chórzystką, czym wyraziła sprzeciw wobec zakazu małżeństw homoseksualnych w Finlandii. Greckie i tureckie gazety skarżyły się na rzekome naruszenie tym gestem regulaminu Eurowizji. Siegfrids nie dostrzegła nic złego w lesbijskim pocałunku, a w wywiadzie dla dziennika „The Independent” stwierdziła: „Mamy XXI wiek i mogę całować, kogo chcę, a wściekają się ci, którzy są homofobami”. Jeszcze przed występem na Eurowizji, 10 maja 2013 wydała debiutancki album pt. Ding Dong!, na którym umieściła w większości autorskie piosenki. Płytę promowała m.in. singlem „Amen!”, do którego nagrała teledysk. 23 sierpnia, reprezentując Finlandię z utworem „Marry Me”, wzięła udział w konkursie o nagrodę Bursztynowego Słowika podczas koncertu Top of the Top w ramach Sopot Top of the Top Festival 2013. Jesienią została jedną z trenerek w pierwszej fińskiej edycji programu The Voice Kids.
W styczniu 2014 wystąpiła na pierwszej fińskiej edycji Gaygalan 2014, ceremonii wręczenia nagród przyznawanych przez czasopismo „QX”, poza tym podczas gali odebrała nagrodę w kategorii Artysta roku. Pod koniec stycznia wydała singel „Cinderella”, a jesienią była trenerką w drugiej edycji programu The Voice Kids. Od marca do kwietnia 2015 brała udział w drugiej edycji programu Tähdet, tähdet. Na początku 2016 wraz z Roope Salminenem poprowadziła program Uuden Musiikin Kilpailu 2016. W międzyczasie wzięła udział z utworem „Faller” w Melodifestivalen 2016, programie stanowiącym szwedzkie eliminacje do Eurowizji, w którym zajęła piąte miejsce w półfinale i nie awansowała do finału. W lutym 2017 z utworem „Snurra min jord” zajęła ostatnie, siódme miejsce w trzecim półfinale programu Melodifestivalen 2017. W styczniu 2017 prowadziła finał Uuden Musiikin Kilpailu 2017. W 2021 uczestniczyła w 14. edycji programu Tanssii tähtien kanssa.

## Życie prywatne
W październiku 2014 zaręczyła się z Janne Grönroosem, z którym pozostawała w związku małżeńskim w latach 2017–2019. W 2020 zamieszkała w Amsterdamie ze swoim partnerem, Rutgerem, z którym ma córkę, Lizzy (ur. 16 listopada 2020).

## Dyskografia
Albumy studyjne
| Rok  | Dane dot. albumu                                                                                      | Najwyższa pozycja na liście |
| Rok  | Dane dot. albumu                                                                                      | FIN                         |
| ---- | --- | --------------------------- |
| 2013 | Ding Dong! - Wydany: 10 maja 2013 - Wytwórnia: Universal Music Finland - Format: CD, digital download | 19                          |

Single
| Rok                                                      | Tytuł              | Najwyższe pozycje na listach | Najwyższe pozycje na listach | Najwyższe pozycje na listach | Najwyższe pozycje na listach | Najwyższe pozycje na listach | Album      |
| Rok                                                      | Tytuł              | FIN                          | GER                          | IRE                          | SWE                          | UK                           | Album      |
| -------------------------------------------------------- | ------------------ | ---------------------------- | ---------------------------- | ---------------------------- | ---------------------------- | ---------------------------- | ---------- |
| 2013                                                     | „Marry Me”         | 6                            | 84                           | 99                           | 50                           | 102                          | Ding Dong! |
| 2013                                                     | „Amen!”            | –                            | –                            | –                            | –                            | –                            | Ding Dong! |
| 2013                                                     | „Can You See Me?”  | 25                           | –                            | –                            | –                            | –                            | Ding Dong! |
| 2014                                                     | „Cinderella”       | –                            | –                            | –                            | –                            | –                            | –          |
| 2015                                                     | „On & Off”         | 13                           | –                            | –                            | –                            | –                            | –          |
| 2015                                                     | „Better on My Own” | 24                           | –                            | –                            | –                            | –                            | –          |
| 2016                                                     | „Faller”           | –                            | –                            | –                            | 96                           | –                            | –          |
| 2016                                                     | „Be Real”          | –                            | –                            | –                            | –                            | –                            | –          |
| 2017                                                     | „Snurra min jord”  | 27                           | –                            | –                            | –                            | –                            | –          |
| 2017                                                     | „1995”             | –                            | –                            | –                            | –                            | –                            | –          |
| „–” oznacza, że singel nie był notowany na danej liście. |                    |                              |                              |                              |                              |                              |            |